# Großsteingrab Steinerne Hütte
Das Großsteingrab Steinerne Hütte ist eine jungsteinzeitliche megalithische Grabanlage bei Latdorf, einem Ortsteil von Nienburg (Saale) im Salzlandkreis, Sachsen-Anhalt.

## Lage
Das Grab befindet sich auf halber Strecke zwischen Latdorf und Borgesdorf südlich der Landesstraße 73, direkt östlich an einem Feldweg. In der näheren Umgebung befinden sich zahlreiche weitere vorgeschichtliche Denkmäler: Nur 300 m südlich liegt der Grabhügel Spitzes Hoch, 1,6 km südöstlich der Grabhügel Fuchsberg, 1,5 km westlich der Grabhügel Pohlsberg, 2,8 km nordwestlich das Großsteingrab Bierberg, 3 km westlich der Grabhügel Pfingstberg und 3,8 km nordwestlich das Großsteingrab Heringsberg.

## Beschreibung
Die Steinerne Hütte besaß, ähnlich wie die anderen Großsteingräber der Umgegend, ursprünglich vermutlich eine Hügelschüttung, die aber bereits lange vor dem 19. Jahrhundert vollständig abgetragen wurde. Spekulationen, dass dies 1644 während einer Lagerbaus im Dreißigjährigen Krieg geschah, sind letztlich nicht belegbar. Die Anlage besitzt eine nordost-südwestlich orientierte, leicht trapezförmige Grabkammer mit einer Länge von etwa 7 m und einer Breite von etwa 2,5 m. Sie ist nicht aus Granit-Findlingen, sondern aus Sandstein-Platten errichtet. Die Wandplatten sind weitgehend vollständig erhalten. Die nordwestliche Langseite besitzt drei große Platten, die südöstliche Langseite zwei große und drei kleine Platten. Die Schmalseiten besitzen jeweils eine große Abschlussplatte. Von den Deckplatten sind noch eine große im Nordosten und zwei kleinere erhalten. Weitere Bruchstücke liegen verstreut umher. Die Kammer weist Reste einer Pflasterung sowie eine Reihe längs zur nordwestlichen Langseite senkrecht aufgestellter Kalksteinplatten auf. Ein Zugang zur Grabkammer konnte nicht festgestellt werden, sie ist somit als Großdolmen anzusprechen.
Die einzigen Funde aus der Steinernen Hütte sind einige Keramikscherben und ein Feuerstein-Abschlag, die in der Mitte der Grabkammer gefunden wurden. Die Funde sind aber nicht aussagekräftig genug, um das Grab einer bestimmten archäologischen Kultur zuordnen zu können.